# Talaus oblitus
Talaus oblitus là một loài nhện trong họ Thomisidae.
Loài này thuộc chi Talaus. Talaus oblitus được Octavius Pickard-Cambridge miêu tả năm 1899.